# Canal Olímpic de Catalunya
El Canal Olímpic de Catalunya, anteriorment denominat Canal Olímpic de Castelldefels, és un canal artificial situat a la ciutat de Castelldefels que serveix per a practicar el piragüisme, ja sigui de manera lúdica o competitiva.

## Història
Va ser inaugurat l'any 1991 amb motiu de la celebració de les competicions de piragüisme en aigües tranquil·les dels Jocs Olímpics d'Estiu de 1992, celebrats a la ciutat de Barcelona amb el nom de Canal Olímpic de Castelldefels.
El projecte general va ser realitzat per l'enginyer Josep Masó (canal), els arquitectes Pere Rigués i Josep Maria Gutiérrez (edificis auxiliars) i l'arquitecta Mariella Zoppi (urbanització de l'entorn).

## Característiques
Les instal·lacions tenen un total de 450.000 m2 dels quals 150.000 són d'aigua dolça procedent del nivell freàtic. El canal està construït sobre unes antigues maresmes del delta del riu Llobregat, envoltat de pi pinyers.
El canal artificial té unes dimensions de 1.250 m de longitud, 130 m d'ample i 4 m de profunditat. Té intercanvi d'aigües amb les capes freàtiques a través del seu fons permeable. Els límits laterals del canal estan formats per pedra natural i les zones d'embarcament i desembarcament estan fetes de llosetes de formigó. El carril perimetral del Canal té una longitud de 2.700 m.
Als voltants del canal es troben dues edificacions: La Torre de Control és un edifici que té forma el·líptica de 6 plantes i 22,5 m d'altura i l'edifici dels hangars.

## Instal·lacions actuals
El recinte del Canal Olímpic compta amb la pista del canal, que serveix per a practicar i aprendre el piragüisme així com l'esquí nàutic, el windsurf o l'optimist. També es poden llogar embarcacions (canoes, caiacs i barques de passeig) per a passejar-se tranquil per les seves aigües.
A més també es poden fer lloguers de material de passeig: bicicletes, patins en línia, cotxes de pedals i material de tir amb arc.
En les seves instal·lacions s'hi troba un camp de pitch and putt de 9 forats federat a la Federació Catalana de Pitch&Putt que compta amb camp de pràctiques.
També hi ha un equipat gimnàs de fitness de més de 600 m², dues sales d'activitats dirigides i una piscina a l'aire lliure.
Actualment és gestionat per la Generalitat de Catalunya.